# FACT (アルバム)
『FACT』（ファクト）は、日本のバンドFACTのメジャー1枚目のスタジオ・アルバムである。2009年4月22日発売。海外盤は、ボーナス・トラックが16曲目に収録されている。

## 収録曲
全作詞・作曲：FACT（8以外）
1. paradox(2:44)
2. los angels(2:38)
3. a fact of life(3:04)
4. chain(0:24)
5. reborn(3:27)
6. purple eyes(2:06)
7. lights of vein(3:14)
8. merry christmas mr.lawrence (original by RYUICHI SAKAMOTO(3:19)
作曲：坂本龍一
9. co3 (inst)(2:03)
10. snow(2:51)
11. stretch my arms(3:59)
12. 45 days(4:21)
13. why...(3:23)
14. 1-2 (inst)(1:57)
15. rise(3:33)
16. Fact of Life [Boom Boom Satellites Remix](7:09) ※海外盤のみ